# 舒梅生
舒梅生（1922年1月5日—），字适寒，江西永修人，中华民国外交官。
舒梅生先后毕业于中央政治学校大学部法政学、法国巴黎大学。曾在青年军第二零二师任连训导员。1953年起，历任中华民国驻法国大使馆主事、随员，外交部条约司第一科科长，外交部专门委员兼条约司帮办等职。1963年起任中华民国驻联合国代表团参事、顾问。1971年出任中华民国驻冈比亚大使。1975年返台后任外交部西亚司司长。次年起又担任过远东贸易中心驻希腊办事处主任、驻比利时中山文化中心主任（後改稱駐比利時臺北經濟文化辦事處代表）等。